# Dwayne Schintzius
Dwayne Kenneth Schintzius (Brandon, Florida, 14 de octubre de 1968-Tampa, Florida, 15 de abril de 2012) fue un jugador de baloncesto estadounidense que disputó ocho temporadas en la NBA y una más en la D-League. Con 2,18 metros de altura jugaba en la posición de pívot.

## Trayectoria deportiva

### Universidad
Tras haber disputado en 1986 el prestigioso McDonald's All American Game, jugó cuatro temporadas con los Gators de la Universidad de Florida, en las que promedió 14,8 puntos, 7,5 rebotes y 2,5 tapones por partido. Es el único jugador de la historia de la Southeastern Conference en conseguir más de 1000 puntos, 800 rebotes, 250 asistencias y 250 tapones. Fue incluido en 1989 en el mejor quinteto de la conferencia.

### Profesional
Fue elegido en la vigésimo cuarta posición del Draft de la NBA de 1990 por San Antonio Spurs, pero una lesión en la espalda le hizo perderse media temporada. Al año siguiente fue traspasado a Sacramento Kings junto con una futura ronda del draft a cambio de Antoine Carr. Allí jugó 33 partidos, promediando 3,3 puntos y 3,6 rebotes, lo que no convenció a su entrenador, siendo cortado mediada la temporada.
Poco antes del comienzo de la temporada 1992-93 firma como agente libre por New Jersey Nets, donde pasó la mayor parte del primer año lesionado. Jugó dos temporadas más, con la única misión de dar minutos de descanso al pívot titular, Benoit Benjamin. En (1995) firma con Indiana Pacers, y al año siguiente con Los Angeles Clippers, donde de nuevo las lesiones le impiden jugar la mayor parte de los partidos. Tras pasarse la temporada 1997-98 en blanco lesionado, en junio de 1999 ficha por Boston Celtics, donde apenas juega más de 4 minutos por partido. Antes del comienzo de la siguiente temporada fue traspasado, junto con Popeye Jones y Ron Mercer a Denver Nuggets a cambio de Danny Fortson, Eric Washington, Eric Williams y una primera ronda del draft del 2001, donde no llegó a debutar.
Tras un nuevo año en blanco, volvió a la actividad jugando una temporada con los Mobile Revelers de la NBA D-League, en la que promedió 3,5 puntos y 3,7 rebotes por partido. Su última experiencia como profesional fue en la temporada 2003 de la USBL como parte de los Brevard Blue Ducks, donde solamente jugó un partido.

## Selección nacional
Fue miembro de la selección de baloncesto de Estados Unidos que obtuvo la medalla de plata en el Campeonato Mundial de Baloncesto Sub-19 de 1987.

## Estadísticas de su carrera en la NBA

### Temporada regular
| Año     | Equipo        | PJ  | PT | MPP  | %TC  | %3P  | %TL   | RPP | APP | ROB | TPP | PPP |
| ------- | ------------- | --- | -- | ---- | ---- | ---- | ----- | --- | --- | --- | --- | --- |
| 1990-91 | San Antonio   | 42  | 7  | 9.5  | .439 | .000 | .550  | 2.9 | .4  | .0  | .7  | 3.8 |
| 1991-92 | Sacramento    | 33  | 0  | 12.1 | .427 | .000 | .833  | 3.6 | .6  | .2  | .8  | 3.3 |
| 1992-93 | New Jersey    | 5   | 0  | 7.0  | .286 | —    | 1.000 | 1.6 | .4  | .4  | .4  | 1.4 |
| 1993-94 | New Jersey    | 30  | 3  | 10.6 | .345 | —    | .588  | 3.0 | .4  | .2  | .6  | 2.3 |
| 1994-95 | New Jersey    | 43  | 11 | 7.4  | .380 | —    | .545  | 1.9 | .3  | .1  | .4  | 2.0 |
| 1995-96 | Indiana       | 33  | 5  | 9.0  | .445 | —    | .619  | 2.4 | .4  | .3  | .4  | 3.4 |
| 1996-97 | L.A. Clippers | 15  | 0  | 7.7  | .361 | .500 | .875  | 1.5 | .3  | .1  | .6  | 2.3 |
| 1998-99 | Boston        | 16  | 0  | 4.2  | .250 | —    | .750  | 1.2 | .5  | .0  | .2  | .7  |
| Total   | Total         | 217 | 33 | 9.0  | .404 | .125 | .638  | 2.5 | .4  | .1  | .5  | 2.7 |

### Playoffs
| Año   | Equipo     | PJ | PT | MPP  | %TC  | %3P | %TL  | RPP | APP | ROB | TPP | PPP |
| ----- | ---------- | -- | -- | ---- | ---- | --- | ---- | --- | --- | --- | --- | --- |
| 1993  | New Jersey | 5  | 0  | 21.2 | .448 | —   | .500 | 5.0 | .8  | .2  | 1.2 | 5.8 |
| Total | Total      | 5  | 0  | 21.2 | .448 | —   | .500 | 5.0 | .8  | .2  | 1.2 | 5.8 |

## Vida personal
Participó en la película Eddie (1996), interpretando a un pívot de los New York Knicks, un jugador proveniente de Europa Oriental que no sabía hablar inglés (salvo la frase «Iván mete canasta») y que acababa evolucionando hasta convertirse en alguien capaz de sacar faltas en ataque y decir: «Iván mete canasta».

### Fallecimiento
Falleció el domingo 15 de abril de 2012, con 43 años, a causa de una insuficiencia respiratoria.
Desde 2009 padecía leucemia, motivo por el que tuvo que someterse a dos cirugías. La última de ellas, a comienzos de 2012, que consistía en un trasplante de médula ósea, le causó una fuerte recaída con el desenlace de su muerte.